# Dawne gminy w Finlandii
Lista dawnych gmin w Finlandii.
Zawartość: A B C D E
F G H I J K L M
N O P Q R S T U
V W X Y Z Ä Ö

## A
- Ahlainen (szw. Vittisbofjärd) – włączona do Pori w 1972
- Aitolahti (szw. Aitolax) – włączona do Tampere w 1966
- Akaa (szw. Ackas) – w 1946 podzielona na gminy Toijala, Kylmäkoski, Sääksmäki i Viiala. Powstała ponownie w 2007 z połączenia gmin Toijala i Viiala.
- Alahärmä – połączona z gminą Kauhava w 2009
- Alastaro – połączona z gminą Loimaa w 2009
- Alatornio (szw. Nedertorneå) – włączona do Tornio w 1973
- Alaveteli (szw. Nedervetil) – połączona z gminą Kronoby w 1969
- Angelniemi – włączona do Halikko w 1967
- Anjala – gminy Anjala i Sippola zostały połączone w 1975 w miasto Anjalankoski
- Antrea (szw. S:t Andree)– utracona na rzecz ZSRR w 1944
- Anttola – włączona do Mikkeli w 2001
- Askainen (szw. Villnäs)– połączona z gminą Masku w 2009
- Artjärvi (szw. Artsjö) – połączona z gminą Orimattila w 2011

## B
- Bergö – połączona z Malax w 1975
- Björköby – połączona z Korsholmem w 1973
- Bromarf – większość włączona do gminy Tenala (południowa część do Hanko) w 1977

## D
- Degerby – połączona z Ingå (fiń. Inkoo) w 1946
- Dragsfjärd – wraz z Kimito i Västanfjärd utworzyła Kimitoön w 2009

## E
- Ekenäs (fiń. Tammisaari) – wraz z Karis i Pohja (szw. Pojo) utworzyła Raseborg w 2009
- Ekenäs landskommun – połączona z Ekenäs w 1977
- Elimäki (szw. Elimä)– połączona z Kouvola w 2009
- Eno – połączona z Joensuu w 2009
- Eräjärvi – włączona w obszar Orivesi w 1973
- Esse – włączona w obszar Pedersöre w 1977
- Etelä-Pirkkala (szw. Södra Birkkala) – nazwa obecnej gminy Pirkkala (szw. Birkala) w latach 1922–1938

## H
- Haagan kauppala (szw. Haga köping) – włączona do Helsinek w 1946
- Haapasaari(inne języki) – włączona do Kotki w 1974
- Halikko – połączona z Salo w 2009
- Harlu – utracona na rzecz ZSRR w 1944
- Hauho – włączona do Hämeenlinny (sze. Tavastehus) w 2009
- Haukivuori – włączona do miasta Mikkeli (szw. S:t Michel) w 2007
- Heinjoki – utracona na rzecz ZSRR w 1944
- Heinolan maalaiskunta (szw. Heinola landskomun) – wraz z miejscowością Heinola połączone w gminę Heinola w 1997
- Helsingin maalaiskunta (szw. Helsinge landskommun) – przemianowane na Vantaa (szw. Vanda) w 1972, część obszaru gminy została włączona w granice Helsinek w 1946, z wyjątkiem Vuosaari (szw. Nordsjö), które włączone zostało w 1966
- Himanka (szw. Himango) – połączona z gminą Kalajoki w 2010
- Hiitola – utracona na rzecz ZSRR w 1944
- Hinnerjoki – włączona do gminy Eura w 1970
- Honkilahti (szw. Honkilax) – włączona do gminy Eura w 1970
- Houtskär – wraz z Iniö, Korpo, Nagu i Pargas skonsolidowana w gminę Väståboland
- Huopalahti (szw. Hoplax) – włączona do Helsinek w 1946
- Hyvinkään maalaiskunta (szw. Hyvinge landskommun) – włączona do gminy Hyvinkää (swe. Hyvinge) w 1969
- Hämeenlinnan maalaiskunta (szw. Tavastehus landskommun) – w 1948 podzielona pomiędzy Hämeenlinna (szw. Tavastehus), Renko i Vanaja (szw. Vånå)

## I
- Impilahti (szw. Imbilax) – utracona na rzecz ZSRR w 1944, obecnie część rejonu pitkiaranckiego
- Iniö – połączona z Houtskär, Korpo, Nagu i Pargas, by sformować gminę Väståboland. W roku 2011 powrócono do nazwy Pargas.

## J
- Jaakkima – utracona na rzecz ZSRR w 1944
- Jaala – włączona do gminy Kouvola w 2009
- Jeppo – włączona do gminy Nykarleby w 1975
- Johannes (szw. S:t Johannes) – utracona na rzecz ZSRR w 1944
- Joutseno – włączona do gminy Lappeenranta (szw. Villmanstrand) w 2009
- Jurva – włączona do gminy Kurikka w 2009
- Jyväskylän maalaiskunta (szw. Jyväskylä landskommun) – włączona do Jyväskyli w 2009
- Jämsänkoski – włączona do gminy Jämsä w 2009
- Jäppilä – wraz z Pieksämäen maalaiskunta i Virtasalmi stała się częścią gminy Pieksänmaa w 2004
- Jääski – częściowo utracona na rzecz ZSRR w 1944, pozostała część włączona do obszaru gmin Imatra, Joutseno i Ruokolahti (szw. Ruokolax) w 1948

## K
- Kaarlela (szw. Karleby) – włączona do miasta Kokkola (szw. Karleby) w 1977
- Kajaanin maalaiskunta (szw. Kajana landskommun) – włączona do miasta Kajaani (szw. Kajana) w 1977
- Kakskerta – włączona do Turku (szw. Åbo) w 1968
- Kalanti (szw. Kaland) (znana wcześniej jako Uusikirkko Tl, szw. Nykyrka) – włączona do miasta Uusikaupunki (szw. Nystad) w 1993
- Kalvola – włączona do miasta Hämeenlinna w 2009
- Kangaslampi – włączona do miasta Varkaus w 2005
- Kanneljärvi – utracona na rzecz ZSRR w 1944
- Karhula – włączona do miasta Kotka w 1977
- Karinainen (szw. Karinais) – połączona z Pöytyä (szw. Pöytis) w 2005
- Karis – połączona z Ekenäs i Pohja (szw. Pojo) w gminę Raseborg w 2009
- Karis landskommun – połączona z Karis w 1969
- Karjala – włączona do Mynämäki (szw. Virmo) w 1977
- Karkku (dawniej znana jako Sastamala) – włączona do miasta Vammala w 1973
- Karttula – włączona do Kuopio w 2011
- Karuna – włączona do Sauvo (szw. Sagu) w 1969
- Karunki (szw. Karungi) – włączona do miasta Tornio w 1973
- Kaukola – utracona na rzecz ZSRR w 1944
- Kauvatsa – włączona do Kokemäki w 1969
- Keikyä – wraz z Kiikka utworzyła gminę Äetsä w 1981
- Kemin maalaiskunta (szw. Kemi landskommun) – przemianowana na Keminmaa w 1979
- Kerimäki – włączona do miasta Savonlinna w 2013
- Kestilä – połączona z Piippola, Pulkkila i Rantsila, formując gminę Siikalatva w 2009
- Kiihtelysvaara – włączona do miasta Joensuu w 2005
- Kiikala – włączona do Salo w 2009
- Kiikka – wraz z Keikyä utworzyła gminę Äetsä w 1981
- Kimito – wraz z Dragsfjärd i Västanfjärd utworzyła gminę Kimitoön w 2009
- Kirvu – utracona na rzecz ZSRR w 1944
- Kisko – włączona do Salo w 2009
- Kiukainen (szw. Kiukais) – włączona do Eura w 2009
- Kivennapa (szw. Kivinebb) – utracona na rzecz ZSRR w 1944
- Kodisjoki – włączona do miasta Rauma (szw. Raumo) w 2007
- Koijärvi – podzielona na gminy Forssa i Urjala w 1969
- Koivisto (szw. Björkö, Vl) – utracona na rzecz ZSRR w 1944
- Koiviston maalaiskunta (szw. Björkö landskommun Vl) – utracona na rzecz ZSRR w 1944
- Konginkangas – włączona do Äänekoski w 1993
- Korpilahti (szw. Korpilax) – włączona do miasta Jyväskylä w 2009
- Korpiselkä – częściowo utracona na rzecz ZSRR w 1944, pozostała część włączona do gminy Tuupovaara w 1946
- Korpo – wraz z Houtskär, Iniö, Nagu i Pargas połączona w gminę Väståboland
- Kortesjärvi – włączona do Kauhava w 2009
- Koskenpää – włączona do Jämsänkoski w 1969
- Koski Hl. – przemianowana na Hämeenkoski w 1995
- Kuhmalahti (szw. Kuhmalax) – włączona do Kangasala w 2011
- Kuivaniemi – włączona do Ii (szw. Ijo) w 2007
- Kullaa – włączona do Ulvila (szw. Ulvsby) w 2005
- Kulosaari (szw. Brändö) – włączona do Helsinek (szw. Helsingfors) w 1946
- Kuolajärvi – przemianowana na Salla w 1936
- Kuolemajärvi – utracona na rzecz ZSRR w 1944
- Kuopion maalaiskunta (szw. Kuopio landskommun) – większość gminy włączona do Kuopio w 1969, pozostała część włączona do Siilinjärvi
- Kuorevesi – włączona do Jämsä w 2001
- Kurkijoki (szw. Kronoborg) – utracona na rzecz ZSRR w 1944
- Kuru – włączona do Ylöjärvi w 2009
- Kuusankoski – włączona do Kouvoli w 2009
- Kuusjoki – włączona do Salo w 2009
- Kuusjärvi – przemianowana na Outokumpu w 1968
- Kvevlax – włączona do Korsholmu w 1973
- Kylmäkoski – włączona do Akaa (szw. Ackas) w 2011
- Kymi (szw. Kymmene) – włączona do miasta Kotka w 1977
- Kyyrölä – włączona do Muolaa w 1934
- Käkisalmen maalaiskunta (szw. Kexholms landskommun) – utracona na rzecz ZSRR w 1944
- Käkisalmi (szw. Kexholm) – utracona na rzecz ZSRR w 1944
- Kälviä (szw. Kelviå) – włączona do Kokkoli (szw. Karleby) w 2009

## L
- Lahdenpohja – utracona na rzecz ZSRR w 1944
- Lammi – włączona do Hämeenlinna (szw. Tavastehus) w 2009
- Lappee – włączona w obszar miasta Lappeenranta (szw. Villmanstrand) w 1967
- Lappi – włączona do Raumy w 2009
- Lappfjärd – włączona w granice miasta Kristinestad w 1973
- Lauritsala – włączona do gminy Lappeenranta w 1967
- Lavansaari (szw. Lövskär) – utracona na rzecz ZSRR w 1944
- Lehtimäki – włączona do Alajärvi w 2009
- Leivonmäki – włączona do Joutsa w 2008
- Lemu – połączona z Masku w 2009
- Liljendal – włączona do Loviisa (szw. Lovisa) w 2010
- Lohjan kunta (szw. Lojo kommun) – gmina wiejska połączona z miastem Lohja w 1997
- Lohjan maalaiskunta (szw. Lojo landskommun) – przemianowana na Lohjan kunta (szw. Lojo kommun) w 1978
- Lohtaja (szw. Lochteå) – włączona do Kokkoli (szw. Karleby) w 2009
- Loimaan kunta (szw. Loimijoki) gmina wiejska połączona z miastem Loimaa w 2005
- Loimaan maalaiskunta (szw. Loimijoki landskommun) – przemianowana na Loimaan kunta w 1978
- Lokalahti (szw. Lokalax) – włączona w granice miasta Uusikaupunki (szw. Nystad) w 1981
- Lumivaara – utracona na rzecz ZSRR w 1944
- Luopioinen (szw. Luopiois) – część Pälkäne od 2007
- Längelmäki – podzielona pomiędzy gminy Jämsä and Orivesi w 2007

## M
- Maaria (szw. S:t Marie) – włączona do Turku (szw. Åbo) w 1967
- Maxmo (fiń. Maksamaa) – połączona z Vörå w gminę Vörå-Maxmo w 2007
- Mellilä – włączona do Loimaa w 2009
- Merimasku – włączona do Naantali (szw. Nådendal, lat. Vallis Gratia) w 2009
- Messukylä (szw. Messoby) – włączona do Tampere (szw. Tammerfors) w 1947
- Metsämaa – włączona w obszar gminy Loimaan kunta w 1976
- Metsäpirtti – utracona na rzecz ZSRR w 1944
- Mietoinen (szw. Mietois) – włączona do Mynämäki w 2007
- Mikkelin maalaiskunta (szw. S:t Michels landskommun) – włączona do Mikkeli w 2001
- Mouhijärvi – wraz z Äetsä i Vammala połączona w nową gminę Sastamala w 2009
- Munsala – włączona do Nykarleby w 1975
- Muolaa – utracona na rzecz ZSRR w 1944
- Muurla – włączona do Salo w 2009
- Muuruvesi – włączona do Juankoski w 1971
- Mänttä – włączona do Vilppula (szw. Filpula) w 2009. W tym samym czasie Vilppula zmieniłą nazwę na Mänttä-Vilppula (szw. Mänttä-Filpula).

## N
- Naantalin maalaiskunta (szw. Nådendals landskommun) – włączona do Naantali (swe. Nådendal) w 1964
- Nagu – włączona do Pargas, Houtskär, Iniö and Korpo to form a new Väståboland
- Nedervetil (szw. Alaveteli) – włączona do Kronoby w 1969
- Noormarkku (szw. Norrmark) – włączona do Pori (szw. Björneborg) w 2010
- Nuijamaa – włączona do Lappeenranta (szw. Villmanstrand) w 1989
- Nummi – wraz z gminą Pusula połączona w nową gminę Nummi-Pusula w 1981
- Nurmeksen maalaiskunta (szw. Nurmes landskommun) włączona do Nurmes w 1973
- Nurmo – włączona do Seinäjoki w 2009
- Nykarleby landskommun – włączona 1975 do Nykarleby

## O
- Oravais – połączona z Vörå-Maxmo w gminę Vörå w 2011
- Oulujoki (szw. Uleälv)– podzielona w 1965. Większość obszaru została włączona do Oulu (szw. Uleåborg), inne części do Haukipudas, Kempele, Kiiminki (szw. Kiminge), Oulunsalo (szw. Uleåsalo), Tyrnävä, Utajärvi i Ylikiiminki (szw. Överkiminge).
- Oulunkylä (szw. Åggelby) – włączona do Helsinek (szw. Helsingfors) w 1946

## P
- Paattinen (szw. Pattis) – włączona do Turku (szw. Åbo) w 1973
- Paavola – połączona z Revonlahti (szw. Revolax) w nową gminę Ruukki w 1973
- Pargas – połączona z Houtskär, Iniö, Nagu i Korpo w nową gminę Väståboland w 2009 roku. Od 2012 roku ponownie nazywana Pargas[1].
- Pattijoki – włączona do Raahe (szw. Brahestad) w 2003
- Perniö (szw. Bjärnå) – włączona do Salo w 2009
- Pertteli (szw. S:t Bertils) – włączona do Salo w 2009
- Peräseinäjoki wraz z Seinäjoki połączona w nową gminę Seinäjoki w 2005
- Pernå – włączona do Loviisa w 2010
- Petalax – włączona do Malax w 1973
- Petsamo – utracona na rzecz ZSRR w 1944
- Pieksämä – name of Pieksämäki w 1930–1948
- Pieksämäen maalaiskunta (szw. Pieksämäki landskommun) – wraz z Jäppilä i Virtasalmi połączona w nową gminę Pieksänmaa w 2004
- Pieksänmaa – włączona do Pieksämäki w 2007
- Pielisensuu – włączona do Joensuu w 1954
- Pielisjärvi – włączona do Lieksa w 1973
- Pietarsaaren maalaiskunta – fińska nazwa Pedersöre do 1989
- Pihlajavesi – włączona do Keuruu w 1969
- Piikkiö (szw. Pikis) – włączona do Kaarina w 2009
- Piippola – wraz z Kestilä, Pulkkila i Rantsila połączona w nową gminę Siikalatva w 2009
- Pohja (szw. Pojo) – wraz z Ekenäs i Karis połączona w nową gminę Raseborg
- Pohjaslahti – podzielona pomiędzy gminy Vilppula i Virrat w 1973
- Pohjois-Pirkkala – przemianowana na Nokia w 1938
- Porin maalaiskunta (szw. Björneborgs landskommun) – włączona do Pori w 1967
- Pörtom – włączona do Närpes w 1973
- Porvoon maalaiskunta (szw. Borgå landskommun) – wraz z Porvoo połączona w nową gminę Porvoo w 1997
- Pulkkila – wraz z Kestilä, Piippola i Rantsila połączona w nową gminę Siikalatva w 2009
- Punkaharju – włączona do Savonlinna w 2013
- Purmo – włączona do Pedersöre w 1977
- Pusula – połączona z Nummi w gminę Nummi-Pusula w 1981
- Pyhäjärvi Vpl – utracona na rzecz ZSRR w 1944
- Pyhäjärvi Ol – przemianowana na Pyhäsalmi w 1993 i ponownie na Pyhäjärvi w 1996
- Pyhäjärvi Ul – włączona do Karkkila w 1969
- Pyhämaa – włączona do Uusikaupunki w 1974
- Pyhäsalmi – name of Pyhäjärvi w 1993–1996
- Pyhäselkä – włączona do Joensuu w 2009
- Pylkönmäki – włączona do Saarijärvi w 2009
- Pälkjärvi – częściowo utracona na rzecz ZSRR w 1944, reszta włączona do Tohmajärvi w 1946

## R
- Räisälä – utracona na rzecz ZSRR w 1944
- Rantsila (szw. Frantsila) – wraz z Kestilä, Piippola i Pulkkila połączona w nową gminę Siikalatva w 2009
- Rauman maalaiskunta (szw. Raumo landskommun) – włączona do Rauma w 1993
- Rautio – włączona do Kalajoki w 1973
- Rautu – utracona na rzecz ZSRR w 1944
- Renko (szw. Rengo) – włączona do Hämeenlinna w 2009
- Replot – włączona do Korsholm w 1973
- Revonlahti (szw. Revonlax) – włączona do Paavola to form Ruukki w 1973
- Riistavesi – włączona do Kuopio w 1973
- Ristiina – włączona do Mikkeli (szw. S:t Michel) w 2013
- Rovaniemen maalaiskunta (szw. Rovaniemi landskommun) – włączona do Rovaniemi w 2006
- Ruotsinpyhtää (szw. Strömfors) – włączona do Loviisa w 2010
- Ruskeala – utracona na rzecz ZSRR
- Ruukki – włączona do Siikajoki w 2007
- Rymättylä (szw. Rimito) – włączona do Naantali w 2009

## S
- Saari – wraz z Parikkala i Uukuniemi utworzyła nową gminę Parikkala w 2005
- Sahalahti (szw. Sahalax) – włączona do Kangasala w 2005
- Säkkijärvi – częściowo utracona na rzecz ZSRR w 1944, reszta włączona do Miehikkälä i Ylämaa w 1946
- Sakkola – utracona na rzecz ZSRR w 1944
- Salmi – utracona na rzecz ZSRR w 1944
- Saloinen (szw. Salois) (do 1913 pod nazwą Salo) – włączona do Raahe (szw. Brahestad) w 1973
- Sammatti – włączona do Lohja w 2009
- Sastamala – stara nazwa gminy Karkku. Powrócono do niej w 2009, kiedy Äetsä, Mouhijärvi i Vammala zostały połączone w jedną gminę
- Savonranta – włączona do Savonlinna w 2009
- Säyneinen – włączona do Juankoski w 1971
- Seinäjoen maalaiskunta (szw. Seinäjoki landskommun) – włączona do Seinäjoki w 1959
- Seiskari (szw. Seitskär) – utracona na rzecz ZSRR w 1944
- Sideby – włączona do Kristinestad w 1973
- Simpele – częściowo utracona na rzecz ZSRR w 1944, reszta włączona do Rautjärvi w 1973
- Sippola – wraz z gminą Anjala utworzyła nową gminę Anjalankosken kauppala w 1975
- Snappertuna – większość obszaru włączona do Ekenäs, reszta do Karis w 1977
- Somerniemi (szw. Sommarnäs) – włączona do Somero w 1977
- Soanlahti – utracona na rzecz ZSRR w 1944
- Solf – włączona do gminy Korsholm w 1973
- Sortavala (szw. Sordavala) – utracona na rzecz ZSRR w 1944
- Sortavalan mlk (szw. Sordavala landskommun) – utracona na rzecz ZSRR w 1944
- Suistamo – utracona na rzecz ZSRR w 1944
- Sumiainen (szw. Sumiais) – włączona do Äänekoski wraz z Suolahti w 2007
- Sundom – włączona do Vaasa w 1973
- Suodenniemi – włączona do Vammala w 2007
- Suojärvi – utracona na rzecz ZSRR w 1944
- Suolahti – włączona do Äänekoski wraz z Sumiainen w 2007
- Suomenniemi – włączona do Mikkeli (swe. S:t Michel) w 2013
- Suomusjärvi – włączona do Salo w 2009
- Suoniemi – włączona do Nokia w 1973
- Suursaari – utracona na rzecz ZSRR w 1944
- Särkisalo (szw. Finby) – włączona do Salo w 2009
- Säräisniemi – wraz z częścią gminy Utajärvi utworzyła gminę Vaala w 1954
- Säynätsalo – włączona do Jyväskylä w 1993
- Sääksmäki – włączona do Valkeakoski w 1973
- Sääminki (szw. Säminge) – większość obszaru włączona do gminy Savonlinna, reszta Punkaharju w 1973

## T
- Teisko – podzielona pomiędzy Tampere i Kuru w 1972
- Temmes – włączona do gminy Tyrnävä w 2001
- Tenala – włączona do Ekenäs w 1993
- Terijoki – utracona na rzecz ZSRR w 1944
- Terjärv – włączona do Kronoby w 1969
- Toijala – wraz z gminą Viiala utworzyła nową gminę Akaa w 2007
- Tottijärvi – włączona do gminy Nokia w 1976
- Turtola – przemianowana na Pello w 1949
- Tuulos – włączona do gminy Hämeenlinna w 2009
- Tuupovaara – włączona do Joensuu w 2005
- Tyrvää (szw. Tyrvis) – włączona do gminy Vammala w 1973
- Tyrväntö – włączona do Hattula w 1971
- Tytärsaari – utracona na rzecz ZSRR w 1944
- Töysä – włączona do Alavus w 2013

## U
- Ullava – włączona do Kokkola w 2009
- Uudenkaupungin maalaiskunta (szw. Nystads landskommun) – włączona do Uusikaupunki w 1969
- Uukuniemi – wraz z Parikkala i Saari utworzyła gminę Parikkala w 2005
- Uusikirkko (szw. Nykyrka)– utracona na rzecz ZSRR w 1944
- Uusikirkko Tl (szw. Nykyrka Åbo län)– przemianowana na Kalanti w 1936, włączona do Uusikaupunki w 1993
- Uskela – włączona do Salo w 1967

## V
- Vahto – włączona do Rusko w 2009
- Vahviala – częściowo utracona na rzecz ZSRR w 1944, reszta włączona w obszar gmin Lappee i Ylämaa w 1946
- Valkjärvi – utracona na rzecz ZSRR w 1944
- Valkeala – włączona do Kouvola w 2009
- Vammala – wraz z Äetsä i Mouhijärvi utworzyła gminę Sastamala w 2009
- Vampula – włączona do Huittinen w 2009
- Vanaja (szw. Vånå) – podzielona pomiędzy gminy Hämeenlinna, Hattula, Janakkala i Renko w 1967
- Varpaisjärvi – włączona do Lapinlahti w 2011
- Vehkalahti (szw. Veckelax) – włączona do Hamina w 2003
- Vehmersalmi – włączona do Kuopio w 2005
- Velkua – włączona do Naantali w 2009
- Viiala – wraz z gminą Toijala utworzyła gminę Akaa w 2007
- Viipuri (szw. Viborg) – utracona na rzecz ZSRR w 1944
- Viipurin mlk (szw. Viborgs landskommun)– utracona na rzecz ZSRR w 1944
- Viljakkala – włączona do Ylöjärvi w 2007
- Vilppula (szw. Filpula) – wraz z gminą Mänttä utworzyła Mänttä-Vilppula w 2009
- Virtasalmi – wraz z Pieksämäen maalaiskunta i Jäppilä utworzyły gminę Pieksänmaa
- Vörå (fiń. Vöyri) – wraz z Maxmo utworzyła gminę Vörå-Maxmo w 2007
- Vörå-Maxmo – wraz z Oravais utworzyła (nową) gminę Vörå w 2011
- Vuoksela – utracona na rzecz ZSRR w 1944
- Vuoksenranta – utracona na rzecz ZSRR w 1944
- Vuolijoki – włączona do Kajaani w 2007
- Värtsilä – częściowo utracona na rzecz ZSRR w 1944, reszta włączona do Tohmajärvi w 2005
- Västanfjärd – wraz z Dragsfjärd i Kimito utworzyła Kimitoön w 2009

## Y
- Ylämaa – włączona do Lappeenranta w 2010
- Ylihärmä – włączona do Kauhava w 2009
- Ylikiiminki (szw. Överkiminge)– włączona do Oulu w 2009
- Ylistaro – włączona do Seinäjoki w 2009
- Yläne – włączona do Pöytyä w 2009

## Ä
- Äetsä – wraz z Mouhijärvi i Vammala utworzyła gminę Sastamala w 2009
- Äyräpää – utracona na rzecz ZSRR w 1944
- Äänekosken maalaiskunta (szw. Äänekoski landskommun) – włączona do Äänekoski w 1969

## Ö
- Öja – włączona do Kaarlela w 1969
- Övermark – włączona do Närpes w 1973